# Кевін Рюегг
Кевін Рюегг (нім. Kevin Rüegg, нар. 5 серпня 1998, Устер) — швейцарський футболіст, півзахисник італійської «Верони». На умовах оренди виступає за «Базель».
Грав за молодіжну збірну Швейцарії.

## Клубна кар'єра
Народився 5 серпня 1998 року в місті Устер в родині швейцарця та камерунки. Вихованець юнацьких команд футбольних клубів «Грайфензе» та «Цюрих».
У дорослому футболі дебютував на початку 2017 року виступами за головну команду «Цюриха». За результатами першого сезону допоміг команді виграти Челлендж-лігу і наступні три сезони відіграв в елітній швейцарській Супер-Лізі.
Влітку 2020 року за 2 мільйони євро перейшов до італійської «Верони». До основного складу нової команди не пробився і за півтора роки повернувся на батьківщину, приєднавшись на правах оренди до «Лугано». Ще за півроку, влітку 2022, на аналогічних умовах став гравцем «Янг Бойз». Протягом сезону взяв участь у 10 іграх швейцарської першості, після чого влітку 2023 року повернувся до «Верони».

## Виступи за збірні
2013 року дебютував у складі юнацької збірної Швейцарії (U-15), загалом на юнацькому рівні за команди різних вікових категорій взяв участь у 16 іграх.
З 2017 року грає за молодіжну збірну Швейцарії.

## Статистика виступів

### Статистика клубних виступів
Станом на 23 січня 2022
| Сезон              | Команда            | Чемпіонат          | Чемпіонат | Чемпіонат | Національний кубок | Національний кубок | Національний кубок | Континентальні кубки | Континентальні кубки | Континентальні кубки | Інші змагання | Інші змагання | Інші змагання | Усього | Усього | Усього |
| Сезон              | Команда            | Ліга               | Ігор      | Голів     | Ліга               | Ігор               | Голів              | Ліга                 | Ігор                 | Голів                | Ліга          | Ігор          | Голів         | Ігор   | Голів  |        |
| ------------------ | ------------------ | ------------------ | --------- | --------- | ------------------ | ------------------ | ------------------ | -------------------- | -------------------- | -------------------- | ------------- | ------------- | ------------- | ------ | ------ | ------ |
| лют.-трав. 2017    | «Цюрих»            | ЧЛ                 | 9         | 0         | КШ                 | 0                  | 0                  | ЛЄ                   | -                    | -                    | -             | -             | -             | 9      | 0      |        |
| 2017–18            | «Цюрих»            | СЛ                 | 31        | 0         | КШ                 | 4                  | 1                  | -                    | -                    | -                    | -             | -             | -             | 35     | 1      |        |
| 2018–19            | «Цюрих»            | СЛ                 | 26        | 2         | КШ                 | 4                  | 0                  | ЛЄ                   | 4                    | 0                    | -             | -             | -             | 34     | 2      |        |
| 2019–20            | «Цюрих»            | СЛ                 | 28        | 1         | КШ                 | 1                  | 0                  | -                    | -                    | -                    | -             | -             | -             | 29     | 1      |        |
| Усього за «Цюрих»  | Усього за «Цюрих»  | Усього за «Цюрих»  | 94        | 3         |                    | 9                  | 1                  |                      | 4                    | 0                    |               | -             | -             | 107    | 4      |        |
| 2020–21            | «Верона»           | A                  | 7         | 0         | КІ                 | 1                  | 0                  | -                    | -                    | -                    | -             | -             | -             | 8      | 0      |        |
| 2021-січ.2022      | «Верона»           | A                  | 0         | 0         | КІ                 | 0                  | 0                  | -                    | -                    | -                    | -             | -             | -             | 0      | 0      |        |
| Усього за «Верону» | Усього за «Верону» | Усього за «Верону» | 7         | 0         |                    | 1                  | 0                  |                      | -                    | -                    |               | -             | -             | 8      | 0      |        |
| лют.-черв. 2022    | «Лугано»           | СЛ                 | 0         | 0         | КШ                 | -                  | -                  | -                    | -                    | -                    | -             | -             | -             | 9      | 0      |        |
| Усього за кар'єру  | Усього за кар'єру  | Усього за кар'єру  | 101       | 3         |                    | 10                 | 1                  |                      | 4                    | 0                    |               | -             | -             | 115    | 4      |        |